# Costasiella formicaria
Costasiella formicaria is een slakkensoort uit de familie van de Limapontiidae. De wetenschappelijke naam van de soort is voor het eerst geldig gepubliceerd in 1959 door Baba.

## Beschrijving
De zeenaaktslak Costasiella formicaria wordt ongeveer 10 mm lang. Het heeft een doorschijnende achtergrondkleur met een patroon van zwarte aftekeningen. De cerata variëren in kleur van zwart tot groen en hebben meestal ondoorzichtige witte stippen op de huid. Het dorsale oppervlak van de tentaculaire rinoforen en de voorste voethoeken zijn zwart en er is een zwarte lijn rond de rand van het hoofd. Er loopt een zwarte band terug van de rinoforen naar beneden onder de cerata en deze zwarte band is te zien langs de rand van de achterste punt van de voet.
Baba noemde de soort formicarius omdat de zwarte exemplaren die hij tot zijn beschikking had hem aan kleine zwarte mieren deden denken. Er wordt gemeld dat het zich voedt met draadachtige groene algen.

## Verspreiding
Costasiella formicaria is alleen bekend uit Japan.